# Mistrzostwa Świata w Łyżwiarstwie Szybkim na Dystansach 2013
15. Mistrzostwa świata w łyżwiarstwie szybkim na dystansach odbyły się w dniach 21–24 marca 2013 roku w Soczi w Rosji, na Adler-Arienie. Rozdanych zostało 12 kompletów medali po 6 w konkurencjach męskich, jak i żeńskich.

## Medale
| Konkurencja   | Złoto                                                      | Srebro                                                                   | Brąz                                                           |
| Kobiety       |                                                            |                                                                          |                                                                |
| 500 metrów    | Lee Sang-hwa                                               | Wang Beixing                                                             | Olga Fatkulina                                                 |
| 1000 metrów   | Olga Fatkulina                                             | Ireen Wüst                                                               | Brittany Bowe                                                  |
| 1500 metrów   | Ireen Wüst                                                 | Lotte van Beek                                                           | Christine Nesbitt                                              |
| 3000 metrów   | Ireen Wüst                                                 | Martina Sáblíková                                                        | Claudia Pechstein                                              |
| 5000 metrów   | Martina Sáblíková                                          | Ireen Wüst                                                               | Claudia Pechstein                                              |
| Sztafeta      | Holandia · Marrit Leenstra · Diane Valkenburg · Ireen Wüst | Polska · Katarzyna Bachleda-Curuś · Natalia Czerwonka · Luiza Złotkowska | Korea Południowa · Kim Bo-reum · No Seon-yeong · Park Do-yeong |
| Mężczyźni     |                                                            |                                                                          |                                                                |
| 500 metrów    | Mo Tae-bum                                                 | Jōji Katō                                                                | Jan Smeekens                                                   |
| 1000 metrów   | Dienis Kuzin                                               | Mo Tae-bum                                                               | Shani Davis                                                    |
| 1500 metrów   | Dienis Juskow                                              | Shani Davis                                                              | Iwan Skobriew                                                  |
| 5000 metrów   | Sven Kramer                                                | Jorrit Bergsma                                                           | Iwan Skobriew                                                  |
| 10 000 metrów | Jorrit Bergsma                                             | Sven Kramer                                                              | Bob de Jong                                                    |
| Sztafeta      | Holandia · Jan Blokhuijsen · Sven Kramer · Koen Verweij    | Korea Południowa · Joo Hyong-jun · Kim Cheol-min · Lee Seung-hoon        | Polska · Zbigniew Bródka · Konrad Niedźwiedzki · Jan Szymański |

## Wyniki

### Kobiety

#### 500 m
- Data: 24 marca

| Pozycja | Zawodniczka         | 500 m | 500 m | Suma   |
| ------- | ------------------- | ----- | ----- | ------ |
| złoto   | Lee Sang-hwa        | 37.69 | 37.65 | 75.347 |
| srebro  | Wang Beixing        | 38.22 | 37.81 | 76.043 |
| brąz    | Olga Fatkulina      | 38.14 | 37.94 | 76.093 |
| 4.      | Jenny Wolf          | 38.16 | 37.97 | 76.144 |
| 5.      | Thijsje Oenema      | 38.16 | 38.03 | 76.198 |
| 6.      | Nao Kodaira         | 38.48 | 38.25 | 76.736 |
| 7.      | Jekatierina Ajdowa  | 38.49 | 38.24 | 76.744 |
| 8.      | Heather Richardson  | 38.29 | 38.46 | 76.768 |
| 9.      | Zhang Hong          | 38.57 | 38.30 | 76.887 |
| 10.     | Karolina Erbanová   | 38.58 | 38.37 | 76.956 |
| 11.     | Maki Tsuji          | 38.55 | 38.48 | 77.042 |
| 12.     | Judith Hesse        | 38.55 | 38.62 | 77.173 |
| 13.     | Laurine van Riessen | 38.53 | 38.78 | 77.321 |
| 14.     | Brittany Bowe       | 38.65 | 38.72 | 77.381 |
| 15.     | Miyako Sumiyoshi    | 38.80 | 38.67 | 77.481 |

#### 1000 m
- Data: 23 marca

| Pozycja | Zawodniczka           | 1000 m  |
| ------- | --------------------- | ------- |
| złoto   | Olga Fatkulina        | 1:15.44 |
| srebro  | Ireen Wüst            | 1:15.71 |
| brąz    | Brittany Bowe         | 1:15.87 |
| 4.      | Christine Nesbitt     | 1:16.02 |
| 5.      | Karolina Erbanová     | 1:16.09 |
| 6.      | Heather Richardson    | 1:16.10 |
| 7.      | Zhang Hong            | 1:16.48 |
| 8.      | Marrit Leenstra       | 1:16.67 |
| 9.      | Jekatierina Ajdowa    | 1:16.93 |
| 10.     | Jekatierina Łobyszewa | 1:17.27 |
| 11.     | Laurine van Riessen   | 1:17.49 |
| 12.     | Monique Angermüller   | 1:17.51 |
| 13.     | Kaylin Irvine         | 1:17.60 |
| 14.     | Miyako Sumiyoshi      | 1:17.76 |
| 15.     | Judith Hesse          | 1:18.00 |

#### 1500 m
- Data: 22 marca

| Pozycja | Zawodniczka              | 1500 m  |
| ------- | ------------------------ | ------- |
| złoto   | Ireen Wüst               | 1:55.38 |
| srebro  | Lotte van Beek           | 1:58.02 |
| brąz    | Christine Nesbitt        | 1:58.07 |
| 4.      | Diane Valkenburg         | 1:58.37 |
| 5.      | Kali Christ              | 1:58.69 |
| 6.      | Karolina Erbanová        | 1:59.02 |
| 7.      | Julija Skokowa           | 1:59.02 |
| 8.      | Brittany Schussler       | 1:59.04 |
| 9.      | Katarzyna Bachleda-Curuś | 1:59.13 |
| 10.     | Monique Angermüller      | 1:59.14 |
| 11.     | Kim Bo-reum              | 1:59.15 |
| 12.     | Ida Njåtun               | 1:59.31 |
| 13.     | Miho Takagi              | 1:59.55 |
| 14.     | Jekatierina Łobyszewa    | 1:59.72 |
| 15.     | Jekatierina Szychowa     | 2:00.24 |
| 16.     | Luiza Złotkowska         | 2:00.44 |
| 17.     | Natalia Czerwonka        | 2:00.84 |

#### 3000 m
- Data: 21 marca

| Pozycja | Zawodniczka              | 3000 m  |
| ------- | ------------------------ | ------- |
| złoto   | Ireen Wüst               | 4:02.43 |
| srebro  | Martina Sáblíková        | 4:04.80 |
| brąz    | Claudia Pechstein        | 4:07.75 |
| 4.      | Diane Valkenburg         | 4:08.12 |
| 5.      | Linda de Vries           | 4:09.53 |
| 6.      | Katarzyna Bachleda-Curuś | 4:10.80 |
| 7.      | Stephanie Beckert        | 4:11.71 |
| 8.      | Bente Kraus              | 4:12.35 |
| 9.      | Kim Bo-reum              | 4:12.69 |
| 10.     | Masako Hozumi            | 4:13.62 |
| 11.     | Jewgienija Dmitrijewa    | 4:13.83 |
| 12.     | Olga Graf                | 4:14.58 |
| 13.     | Jelena Peeters           | 4:14.71 |
| 14.     | Ida Njåtun               | 4:14.82 |
| 15.     | Ivanie Blondin           | 4:15.06 |

#### 5000 m
- Data: 23 marca

| Pozycja | Zawodniczka       | 5000 m  |
| ------- | ----------------- | ------- |
| złoto   | Martina Sáblíková | 6:54.31 |
| srebro  | Ireen Wüst        | 7:02.96 |
| brąz    | Claudia Pechstein | 7:04.07 |
| 4.      | Linda de Vries    | 7:09.33 |
| 5.      | Stephanie Beckert | 7:09.35 |
| 6.      | Diane Valkenburg  | 7:09.57 |
| 7.      | Bente Kraus       | 7:09.82 |
| 8.      | Ivanie Blondin    | 7:13.16 |
| 9.      | Olga Graf         | 7:13.58 |
| 10.     | Masako Hozumi     | 7:17.88 |
| 11.     | Maria Lamb        | 7:18.07 |
| 12.     | Jelena Peeters    | 7:20.54 |
| 13.     | Eriko Ishino      | 7:24.20 |
| 14.     | Mari Hemmer       | 7:26.80 |
| 15.     | Anna Rokita       | 7:28.64 |

#### Sztafeta
- Data: 24 marca

| Pozycja | Drużyna                                                                  | Sztafeta |
| ------- | ------------------------------------------------------------------------ | -------- |
| złoto   | Holandia · Ireen Wüst · Diane Valkenburg · Marrit Leenstra               | 3:00.02  |
| srebro  | Polska · Luiza Złotkowska · Natalia Czerwonka · Katarzyna Bachleda-Curuś | 3:04.91  |
| brąz    | Korea Południowa · Park Do-yeong · No Seon-yeong · Kim Bo-reum           | 3:05.32  |
| 4.      | Niemcy · Monique Angermüller · Claudia Pechstein · Bente Kraus           | 3:05.50  |
| 5.      | Rosja · Jekatierina Łobyszewa · Olga Graf · Julija Skokowa               | 3:05.94  |
| 6.      | Norwegia · Mari Hemmer · Ida Njåtun · Hege Bøkko                         | 3:07.23  |
| 7.      | Japonia · Masako Hozumi · Miho Takagi · Eriko Ishino                     | 3:07.90  |
| 8.      | Kanada · Ivanie Blondin · Brittany Schussler · Christine Nesbitt         | 3:20.92  |

### Mężczyźni

#### 500 m
- Data: 24 marca

| Pozycja | Zawodnik         | 500 m | 500 m | Suma   |
| ------- | ---------------- | ----- | ----- | ------ |
| złoto   | Mo Tae-bum       | 34.94 | 34.82 | 69.760 |
| srebro  | Jōji Katō        | 34.92 | 34.90 | 69.820 |
| brąz    | Jan Smeekens     | 34.80 | 35.06 | 69.860 |
| 4.      | Michel Mulder    | 35.05 | 35.02 | 69.910 |
| 5.      | Ronald Mulder    | 35.05 | 35.02 | 70.070 |
| 6.      | Dmitrij Łobkow   | 35.18 | 35.08 | 70.260 |
| 7.      | Dienis Kowal     | 35.05 | 35.22 | 70.270 |
| 8.      | Pekka Koskela    | 35.21 | 35.10 | 70.310 |
| 9.      | Laurent Dubreuil | 35.09 | 35.26 | 70.350 |
| 10.     | Jamie Gregg      | 35.30 | 35.20 | 70.500 |
| 11.     | Artur Waś        | 35.28 | 35.28 | 70.560 |
| 12.     | Yūya Oikawa      | 35.30 | 35.28 | 70.580 |
| 13.     | Aleksiej Jesin   | 35.43 | 35.31 | 70.740 |
| 14.     | Mika Poutala     | 35.37 | 35.41 | 70.780 |
| 15.     | Nico Ihle        | 35.47 | 35.36 | 70.830 |

#### 1000 m
- Data: 22 marca

| Pozycja | Zawodnik            | 1000 m  |
| ------- | ------------------- | ------- |
| złoto   | Dienis Kuzin        | 1:09.14 |
| srebro  | Mo Tae-bum          | 1:09.24 |
| brąz    | Shani Davis         | 1:09.30 |
| 4.      | Kjeld Nuis          | 1:09.42 |
| 5.      | Zbigniew Bródka     | 1:09.45 |
| 6.      | Samuel Schwarz      | 1:09.72 |
| 6.      | Mirko Giacomo Nenzi | 1:09.72 |
| 8.      | Stefan Groothuis    | 1:09.83 |
| 9.      | Brian Hansen        | 1:09.91 |
| 10.     | Haralds Silovs      | 1:10.19 |
| 11.     | Dmitrij Łobkow      | 1:10.31 |
| 12.     | Aleksiej Jesin      | 1:10.42 |
| 13.     | Denny Morrison      | 1:10.45 |
| 14.     | Jamie Gregg         | 1:10.47 |
| 15.     | Nico Ihle           | 1:10.62 |

#### 1500 m
- Data: 21 marca

| Pozycja | Zawodnik              | 1500 m  |
| ------- | --------------------- | ------- |
| złoto   | Dienis Juskow         | 1:46.32 |
| srebro  | Shani Davis           | 1:46.83 |
| brąz    | Iwan Skobriew         | 1:46.97 |
| 4.      | Brian Hansen          | 1:47.40 |
| 5.      | Sverre Lunde Pedersen | 1:47.44 |
| 6.      | Zbigniew Bródka       | 1:47.46 |
| 7.      | Mark Tuitert          | 1:47.61 |
| 8.      | Konrad Niedźwiedzki   | 1:47.83 |
| 9.      | Haralds Silovs        | 1:47.95 |
| 10.     | Kjeld Nuis            | 1:48.17 |
| 11.     | Håvard Bøkko          | 1:48.24 |
| 12.     | Jewgienij Łalenkow    | 1:48.33 |
| 13.     | Bart Swings           | 1:48.39 |
| 14.     | Koen Verweij          | 1:48.42 |
| 15.     | Alexis Contin         | 1:48.50 |
| 16.     | Jan Szymański         | 1:48.65 |

#### 5000 m
- Data: 23 marca

| Pozycja | Zawodnik              | 5000 m  |
| ------- | --------------------- | ------- |
| złoto   | Sven Kramer           | 6:14.41 |
| srebro  | Jorrit Bergsma        | 6:17.94 |
| brąz    | Iwan Skobriew         | 6:18.31 |
| 4.      | Dienis Juskow         | 6:21.46 |
| 5.      | Bob de Jong           | 6:23.00 |
| 6.      | Bart Swings           | 6:23.01 |
| 7.      | Sverre Lunde Pedersen | 6:24.38 |
| 8.      | Lee Seung-hoon        | 6:26.78 |
| 9.      | Patrick Beckert       | 6:27.27 |
| 10.     | Shane Dobbin          | 6:28.04 |
| 11.     | Moritz Geisreiter     | 6:28.71 |
| 12.     | Jonathan Kuck         | 6:28.88 |
| 13.     | Aleksandr Rumiancew   | 6:30.03 |
| 14.     | Alexis Contin         | 6:30.47 |
| 15.     | Jan Szymański         | 6:30.68 |
| 22.     | Roland Cieślak        | 6:42.57 |

#### 10 000 m
- Data: 23 marca

| Pozycja | Zawodnik            | 10 000 m |
| ------- | ------------------- | -------- |
| złoto   | Jorrit Bergsma      | 12:57.69 |
| srebro  | Sven Kramer         | 12:59.71 |
| brąz    | Bob de Jong         | 13:00.26 |
| 4.      | Lee Seung-hoon      | 13:14.02 |
| 5.      | Bart Swings         | 13:19.15 |
| 6.      | Shane Dobbin        | 13:23.65 |
| 7.      | Marco Weber         | 13:24.20 |
| 8.      | Patrick Beckert     | 13:26.79 |
| 9.      | Aleksandr Rumiancew | 13:29.05 |
| 10.     | Moritz Geisreiter   | 13:29.20 |
| 11.     | Jordan Belchos      | 13:33.10 |
| 12.     | Jonathan Kuck       | 13:40.41 |
| 13.     | Marco Cignini       | DQ       |
| 13.     | Roger Schneider     | DQ       |

#### Sztafeta
- Data: 24 marca

| Pozycja | Drużyna                                                                | Sztafeta |
| ------- | ---------------------------------------------------------------------- | -------- |
| złoto   | Holandia · Jan Blokhuijsen · Koen Verweij · Sven Kramer                | 3:42.03  |
| srebro  | Korea Południowa · Joo Hyong-jun · Lee Seung-hoon · Kim Cheol-min      | 3:44.60  |
| brąz    | Polska · Konrad Niedźwiedzki · Zbigniew Bródka · Jan Szymański         | 3:45.22  |
| 4.      | Rosja · Jewgienij Łalenkow · Dienis Juskow · Iwan Skobriew             | 3:46.59  |
| 5.      | Norwegia · Sverre Lunde Pedersen · Håvard Bøkko · Simen Spieler Nilsen | 3:48.68  |
| 6.      | Niemcy · Patrick Beckert · Alexej Baumgärtner · Marco Weber            | 3:48.83  |
| 7.      | Kanada · Jordan Belchos · Denny Morrison · Lucas Makowsky              | 3:49.00  |
| 8.      | Włochy · Luca Stefani · Matteo Anesi · Mirko Nenzi                     | 3:53.08  |